# Ana María Guigues de Moreton
Anne Marie Fortunée Ghislaine Guigues de Moreton (París, 15 de agosto de 1894 - Neuilly-sur-Seine, 5 de febrero de 1983) fue una noble francesa hija y heredera de quien fuera el pretendiente al trono de Mónaco entre 1949 y 1950, Aynard Guigues de Moreton (1869-1950), X Marqués de Chabrillan.

## Biografía
Ana María Guigues de Moreton nació en París, Francia, el 15 de agosto de 1894, siendo la hija primogénita de Aynard Guigues de Moreton, X Marqués de Chabrillan, y de  Felicitas de Lévis-Mirepoix. Sus derechos sobre el trono de Mónaco, derivaban de su bisabuela paterna, Josefina de La Tour-du-Pin, quién era hija de René de La Tour-du-Pin, VIII Marqués de La Charce, y de la princesa María Camila de Mónaco (hija del príncipe José de Mónaco y de María Teresa de Choiseul).
Ana María contrajo matrimonio el 7 de mayo de 1919 con Armando de Caumont, conde de La Force (1881-1950), hijo de Oliver de Caumont, XII Duque de La Force, y de su esposa, Blanca de Maillé de La Tour-Landry (quién era nieta de Charles-François Lebrun, Duque de Plasencia y Príncipe del Imperio, y bisnieta de Louis Alexandre Berthier, Príncipe de Neuchâtel y Vice-Condestable de Francia). Armando era hermano menor de Auguste de La Force, famoso historiados miembro de la Academia Francesa.

Escudo de Armas de su esposo, el conde Armand (1881-1950), miembro de la prestigiosa Familia de Caumont de La Force.

Fruto de su matrimonio nacieron tres hijos:
- Jean Bertrand Jacques Adrien Nomparde Caumont, Conde de La Force (1920-1986). En 1948 contrajo matrimonio con Isabel de Castellane (1928-1991), hija de Antonio, Marqués de Castellane (hijo de María Ernesto Pablo Bonifacio, Marqués de Castellane y de la norteamericana Ana Gould) y de su esposa, Yvonne Patenôtre; con descendencia:
  - Olivier de Caumont, Conde de La Force (1949 - 2003). Casado en 2001 con Kalima Gheilane (n. en 1963); sin descendencia.
  - Isabelle de Caumont, Condesa de La Force (n. en 1952). Casada en 1972 con Aymar Cécil Marie de Vincens, Conde de Causans (n. en 1948); con descendencia.
  - Cordélia de Caumont, Condesa de La Force (n. en 1955). Casada en 1976 con Emmanuel Marie Joseph Charles de Foucauld de Bodard de La Jacopière (n. en 1951): con descendencia.
  - Laurence de Caumont, Condesa de La Force (n. en 1961). Soltera y sin descendencia.
  - Xavier de Caumont, Conde de La Force (n. en 1963). Contrajo matrimonio el 13 de octubre de 1990 con Corinne Bourru de Lamotte (n. en 1964); con descendencia.
    - Henri de Caumont, Conde de La Force (n. 1991)
    - Hadrien de Caumont, Conde de La Force (n. 1994)
    - Antoine de Caumont, Conde de La Force (n. 1998)
- Robert Hneri de Caumont, Conde de La Force (n. en 1925). Contrajo matrimonio el 26 de abril de 1955 con Françoise Dior (1932-1993), sobrina de Christian Dior; luego de divorciarse, en 1960, contrajo segundas nupcias en 1969 con Irene Dauman (n. en 1921). Con descendencia de su primer matrimonio:
  - Christiane de Caumont, Condesa de La Force (1957-1978).
- Elisabeth de Caumont, Condesa de La Force (n. en 1927). Casada con Bernard d'Harcourt, Marqués de Harcourt (n. 1919), hijo de Etienne d'Harcourt, Marqués de Harcourt (a su vez hijo de Pierre Louis d'Harcourt, Marqués de Harcourt-Olonde, y de Marguerite Armande de Gontaut-Biron) y de su esposa Marie de Curel; con descendencia:
  - Lesline d'Harcourt (n. en 1947).
  - Aude d'Harcourt (n. en 1949).
  - Jean d'Harcourt (n. en 1952).
  - Christian d'Harcourt (1954-1992)
  - Walram d'Harcourt (1966-1966)
  - Alexandra d'Harcourt (n. en 1972).

Falleció el 5 de febrero de 1983 en Neuilly-sur-Seine a los 89 años de edad.

## Ancestros
|  |                                                                         |  |  |  |  |  |  |  |  |  |  |  |  |  |  |  |
|  | 16. Pedro Guigues de Moreton, VII Marqués de Chabrillan                 |  |  |  |  |  |  |  |  |  |  |  |  |  |  |  |
|  |                                                                         |  |  |  |  |  |  |  |  |  |  |  |  |  |  |  |
|  |                                                                         |  |  |  |  |  |  |  |  |  |  |  |  |  |  |  |
|  | 8. Carlos Guigues de Moreton, VIII Marqués de Chabrillan                |  |  |  |  |  |  |  |  |  |  |  |  |  |  |  |
|  |                                                                         |  |  |  |  |  |  |  |  |  |  |  |  |  |  |  |
|  |                                                                         |  |  |  |  |  |  |  |  |  |  |  |  |  |  |  |
|  | 17. Carlota Robertina Coustard                                          |  |  |  |  |  |  |  |  |  |  |  |  |  |  |  |
|  |                                                                         |  |  |  |  |  |  |  |  |  |  |  |  |  |  |  |
|  |                                                                         |  |  |  |  |  |  |  |  |  |  |  |  |  |  |  |
|  | 4. Fortunato Guigues de Moreton, IX Marqués de Chabrillan               |  |  |  |  |  |  |  |  |  |  |  |  |  |  |  |
|  |                                                                         |  |  |  |  |  |  |  |  |  |  |  |  |  |  |  |
|  |                                                                         |  |  |  |  |  |  |  |  |  |  |  |  |  |  |  |
|  | 18. Renato de La Tour-du-Pin, VIII Marqués de La Charce                 |  |  |  |  |  |  |  |  |  |  |  |  |  |  |  |
|  |                                                                         |  |  |  |  |  |  |  |  |  |  |  |  |  |  |  |
|  |                                                                         |  |  |  |  |  |  |  |  |  |  |  |  |  |  |  |
|  | 9. Josefina de La Tour-du-Pin                                           |  |  |  |  |  |  |  |  |  |  |  |  |  |  |  |
|  |                                                                         |  |  |  |  |  |  |  |  |  |  |  |  |  |  |  |
|  |                                                                         |  |  |  |  |  |  |  |  |  |  |  |  |  |  |  |
|  | 19. Honorine de Mónaco                                                  |  |  |  |  |  |  |  |  |  |  |  |  |  |  |  |
|  |                                                                         |  |  |  |  |  |  |  |  |  |  |  |  |  |  |  |
|  |                                                                         |  |  |  |  |  |  |  |  |  |  |  |  |  |  |  |
|  | 2. Aynard Guigues de Moreton, X Marqués de Chabrillan                   |  |  |  |  |  |  |  |  |  |  |  |  |  |  |  |
|  |                                                                         |  |  |  |  |  |  |  |  |  |  |  |  |  |  |  |
|  |                                                                         |  |  |  |  |  |  |  |  |  |  |  |  |  |  |  |
|  | 20. Augusto, IX Duque de Croÿ                                           |  |  |  |  |  |  |  |  |  |  |  |  |  |  |  |
|  |                                                                         |  |  |  |  |  |  |  |  |  |  |  |  |  |  |  |
|  |                                                                         |  |  |  |  |  |  |  |  |  |  |  |  |  |  |  |
|  | 10. Alfredo, X Duque de Croÿ                                            |  |  |  |  |  |  |  |  |  |  |  |  |  |  |  |
|  |                                                                         |  |  |  |  |  |  |  |  |  |  |  |  |  |  |  |
|  |                                                                         |  |  |  |  |  |  |  |  |  |  |  |  |  |  |  |
|  | 21. Ana de Rochechouart-Mortemart                                       |  |  |  |  |  |  |  |  |  |  |  |  |  |  |  |
|  |                                                                         |  |  |  |  |  |  |  |  |  |  |  |  |  |  |  |
|  |                                                                         |  |  |  |  |  |  |  |  |  |  |  |  |  |  |  |
|  | 5. Ana Francisca de Croÿ                                                |  |  |  |  |  |  |  |  |  |  |  |  |  |  |  |
|  |                                                                         |  |  |  |  |  |  |  |  |  |  |  |  |  |  |  |
|  |                                                                         |  |  |  |  |  |  |  |  |  |  |  |  |  |  |  |
|  | 22. Constantino de Salm-Salm                                            |  |  |  |  |  |  |  |  |  |  |  |  |  |  |  |
|  |                                                                         |  |  |  |  |  |  |  |  |  |  |  |  |  |  |  |
|  |                                                                         |  |  |  |  |  |  |  |  |  |  |  |  |  |  |  |
|  | 11. Leonor de Salm-Salm                                                 |  |  |  |  |  |  |  |  |  |  |  |  |  |  |  |
|  |                                                                         |  |  |  |  |  |  |  |  |  |  |  |  |  |  |  |
|  |                                                                         |  |  |  |  |  |  |  |  |  |  |  |  |  |  |  |
|  | 23. María Walpurgis de Sternberg-Manderscheid                           |  |  |  |  |  |  |  |  |  |  |  |  |  |  |  |
|  |                                                                         |  |  |  |  |  |  |  |  |  |  |  |  |  |  |  |
|  |                                                                         |  |  |  |  |  |  |  |  |  |  |  |  |  |  |  |
|  | 1. Ana María Guigues de Moreton                                         |  |  |  |  |  |  |  |  |  |  |  |  |  |  |  |
|  |                                                                         |  |  |  |  |  |  |  |  |  |  |  |  |  |  |  |
|  |                                                                         |  |  |  |  |  |  |  |  |  |  |  |  |  |  |  |
|  | 24. Gustavo de Lévis-Mirepoix, Duque de Mirepoix                        |  |  |  |  |  |  |  |  |  |  |  |  |  |  |  |
|  |                                                                         |  |  |  |  |  |  |  |  |  |  |  |  |  |  |  |
|  |                                                                         |  |  |  |  |  |  |  |  |  |  |  |  |  |  |  |
|  | 12. Segismundo de Lévis-Mirepoix                                        |  |  |  |  |  |  |  |  |  |  |  |  |  |  |  |
|  |                                                                         |  |  |  |  |  |  |  |  |  |  |  |  |  |  |  |
|  |                                                                         |  |  |  |  |  |  |  |  |  |  |  |  |  |  |  |
|  | 25. Carlota Adelaida de Montmorency-Laval, Duquesa de San Fernando Luis |  |  |  |  |  |  |  |  |  |  |  |  |  |  |  |
|  |                                                                         |  |  |  |  |  |  |  |  |  |  |  |  |  |  |  |
|  |                                                                         |  |  |  |  |  |  |  |  |  |  |  |  |  |  |  |
|  | 6. Adrián, Conde de Lévis-Mirepoix                                      |  |  |  |  |  |  |  |  |  |  |  |  |  |  |  |
|  |                                                                         |  |  |  |  |  |  |  |  |  |  |  |  |  |  |  |
|  |                                                                         |  |  |  |  |  |  |  |  |  |  |  |  |  |  |  |
|  | 26. Félix de Berton des Balbes, Duque de Crillon                        |  |  |  |  |  |  |  |  |  |  |  |  |  |  |  |
|  |                                                                         |  |  |  |  |  |  |  |  |  |  |  |  |  |  |  |
|  |                                                                         |  |  |  |  |  |  |  |  |  |  |  |  |  |  |  |
|  | 13. Julieta de Berton des Balbes                                        |  |  |  |  |  |  |  |  |  |  |  |  |  |  |  |
|  |                                                                         |  |  |  |  |  |  |  |  |  |  |  |  |  |  |  |
|  |                                                                         |  |  |  |  |  |  |  |  |  |  |  |  |  |  |  |
|  | 27. Sofía de Rochechouart-Mortemart                                     |  |  |  |  |  |  |  |  |  |  |  |  |  |  |  |
|  |                                                                         |  |  |  |  |  |  |  |  |  |  |  |  |  |  |  |
|  |                                                                         |  |  |  |  |  |  |  |  |  |  |  |  |  |  |  |
|  | 3. Felicitas de Lévis-Mirepoix                                          |  |  |  |  |  |  |  |  |  |  |  |  |  |  |  |
|  |                                                                         |  |  |  |  |  |  |  |  |  |  |  |  |  |  |  |
|  |                                                                         |  |  |  |  |  |  |  |  |  |  |  |  |  |  |  |
|  | 28. Felipe Ernesto de Beauffort                                         |  |  |  |  |  |  |  |  |  |  |  |  |  |  |  |
|  |                                                                         |  |  |  |  |  |  |  |  |  |  |  |  |  |  |  |
|  |                                                                         |  |  |  |  |  |  |  |  |  |  |  |  |  |  |  |
|  | 14. Alfredo Julio Felipe, Marqués de Beauffort                          |  |  |  |  |  |  |  |  |  |  |  |  |  |  |  |
|  |                                                                         |  |  |  |  |  |  |  |  |  |  |  |  |  |  |  |
|  |                                                                         |  |  |  |  |  |  |  |  |  |  |  |  |  |  |  |
|  | 29. Juana Josefina Catalina de Wignacourt                               |  |  |  |  |  |  |  |  |  |  |  |  |  |  |  |
|  |                                                                         |  |  |  |  |  |  |  |  |  |  |  |  |  |  |  |
|  |                                                                         |  |  |  |  |  |  |  |  |  |  |  |  |  |  |  |
|  | 7. Ghislaine de Beauffort                                               |  |  |  |  |  |  |  |  |  |  |  |  |  |  |  |
|  |                                                                         |  |  |  |  |  |  |  |  |  |  |  |  |  |  |  |
|  |                                                                         |  |  |  |  |  |  |  |  |  |  |  |  |  |  |  |
|  | 30. Luis de Chateaubriand, Conde de Chateaubriand                       |  |  |  |  |  |  |  |  |  |  |  |  |  |  |  |
|  |                                                                         |  |  |  |  |  |  |  |  |  |  |  |  |  |  |  |
|  |                                                                         |  |  |  |  |  |  |  |  |  |  |  |  |  |  |  |
|  | 15. María Antonieta Clementina de Chateaubriand                         |  |  |  |  |  |  |  |  |  |  |  |  |  |  |  |
|  |                                                                         |  |  |  |  |  |  |  |  |  |  |  |  |  |  |  |
|  |                                                                         |  |  |  |  |  |  |  |  |  |  |  |  |  |  |  |
|  | 31. Enriqueta Felicia de Orglandes                                      |  |  |  |  |  |  |  |  |  |  |  |  |  |  |  |
|  |                                                                         |  |  |  |  |  |  |  |  |  |  |  |  |  |  |  |
|  |                                                                         |  |  |  |  |  |  |  |  |  |  |  |  |  |  |  |